# Eric Temple Bell
Eric Temple Bell   (Peterhead, 7 de febrer de 1883 - Watsonville, 21 de desembre de 1960) va ser un escriptor i matemàtic escocès.

## Vida i Obra
La família Bell, els pares i tres fills entre els quals estava Eric Temple, va emigrar als Estats Units quan Bell tenia poc més d'un any. Van ser terratinents a San José, Califòrnia, però van retornar a la Gran Bretanya després de la mort del pare el 1896. A Anglaterra, Bell va fer estudis secundaris a Bedford i, sense començar els estudis universitaris, va tornar a emigrar als Estats Units el 1902, amb dinou anys, aquest cop ell sol. No existeix cap constància de que Bell tornés a tenir cap relació amb la seva família. Bell no va ser mai gens explícit sobre la seva vida anterior a aquestes dates.
El 1904, després de dos anys d'estudis, es va graduar a la universitat Stanford i a continuació va viure a San Francisco. Durant el terrible terratrèmol de San Francisco de 1906 i, veint que la seva casa es cremaria, va enterrar els seus llibres més preuats al pati posterior de la casa; els va enterrar tan malament que es van cremar parcialment. Aquests llibres, mig cremats, es conserven a la biblioteca de Caltech.
Després del terratrèmol es va traslladar a Seattle on va obtenir el màster a la universitat de Washington el 1908. Els anys següents va ser professor de matemàtiques al institut d'Yreka, on va conèixer una professora d'art que es convertiria en la seva esposa, Jessie Lillian Brown. El curs 1911-1912 va anar a la Universitat de Colúmbia on va obtenir el doctorat amb una tesi en teoria de nombres.
Des de 1912 fins a 1926 va ser professor de la universitat de Washington i des de 1926 fins a la seva jubilació el 1953 va ser professor del Institut Tecnològic de Califòrnia. Va ser també president de l'Mathematical Association of America (1931-1932).

### Obra Matemàtica
Les seves recerques matemàtiques va ser en el camp de la teoria de nombres i altres camps relacionats. Les seves obres es podrien classificar en les següents categories:
1. Teoria de les funcions aritmètiques: més d'una trentena d'articles entre 1915 i 1951.[9]
2. Paràfrasis aritmètiques: més de 80 articles entre 1917 i 1947.[10]
3. Nombres i polinomis de Bell: desenvolupant tècniques poderoses en el camp de la combinatòria. una trentena d'articles entre 1921 i 1943.[11]
4. Anàlisi diofantina: demostrant que tota equació multiplicativa té una solució en els enters. Una trentena d'articles entre 1928 i 1949.[12]
5. Miscel·lània: altres quaranta articles sobre altres temes no relacionats amb els anteriors.

A més de la seva recerca, també va publicar importants llibres en el camp de la divulgació i la història de les matemàtiques, tots ells reeditats diverses vegades:
- The Queen of the Sciences (1931): una introducció als conceptes matemàtics i les seves aplicacions científiques.
- Men of Mathematics (1937): exposa la personalitat i la obra d'un grup de matemàtics importants de la història com Gauss, Hilbert o Riemann.[13]
- The Development of Mathematics (1940): una història de les matemàtiques des dels seus orígens egipcis o babilònics.[14]
- The Magic of Numbers (1946)

### Obra literària
A més dels seus treballs de recerca i divulgació matemàtica, Bell també va escriure literatura: entre 1904 i 1919 va escriure poesia amb el pseudònim de James Temple i a partir de 1919 va escriure novel·les de ciència-ficció amb el pseudònim de John Taine. Mentre amb la poesia no va tenir gaire fortuna i es va haver d'editar ell mateix els llibres, en la ciència-ficció va publicar una setzena d'obres, la més coneguda de les quals va ser Before the Dawn (1934), traduïda al castellà com Antes del Alba, però la llista inclou també altres obres remarcables com The Purple Sapphire (1924), The Gold Tooth (1927), Quayle's Invention (1927), Green Fire (1928), The Iron Star (1930), Seeds of Life (1931), etc.